# Gouvernement mondial
 (août 2017).
 (août 2017).

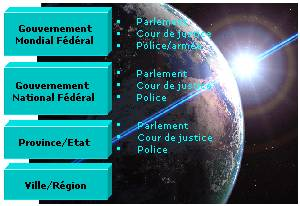
Schéma d'une possible organisation territoriale d'un État mondial.

Un gouvernement mondial désigne l'instauration d'un gouvernement global sur l'ensemble de la Terre. Bien qu'un tel gouvernement puisse en théorie prendre plusieurs formes (celle d'un empire par exemple), la thèse la plus fréquemment rencontrée, compte tenu de l'ampleur des ressources que nécessiterait la direction de milliards de gens par la force, est celle d'un gouvernement démocratique et fédéraliste, idée qui s'oppose à la thèse inverse, selon laquelle seule une approche totalitaire pourrait engendrer un gouvernement mondial.

## Principe fédéral
De plus, pour des raisons pratiques similaires, une structure gouvernementale hiérarchisée serait nécessaire (telle celle présentée sur l'illustration par exemple). Aussi cet article se concentre particulièrement sur l'idée d'un Gouvernement Mondial Fédéral (GMF, ou FWG pour Federal World Government).
Fondamentalement, le GMF est simplement une extension de l'idée d'une fédération démocratique au niveau global. Dans la plupart des cas, son opération devrait ressembler à l'opération des gouvernements fédéraux existants, à l'exception qu'aucune force militaire ne serait nécessaire pour protéger la citoyenneté globale contre des sociétés extérieures (à moins de découvrir de telles sociétés).

## Motivations
Le soutien au GMF est ancré dans le globalisme (aussi appelé mondialisme), la conception selon laquelle tous les hommes sont les membres interdépendants d'une seule communauté globale, et dans l'humanisme, la conception selon laquelle tous les hommes, sans distinction d'appartenance ethnique ou nationale, méritent un égal degré de dignité et de respect. Le globalisme est souvent affronté à l'internationalisme, qui divise le monde en nations souveraines indépendantes, et l'humanisme l'est avec le nationalisme, qui attribue une grande valeur aux droits et intérêts des membres de telle ou telle nation vis-à-vis de ceux des membres des autres nations. La Déclaration universelle des droits de l'homme est souvent citée comme la meilleure expression des valeurs les plus fondamentales motivant les partisans du GMF.
Un argument clé de promotion pour un GMF est la volonté de voir les guerres et la menace d'une catastrophe nucléaire définitivement écartées. D'autres éléments moteurs incluent l'établissement de davantage de mécanismes effectifs pour garantir partout les droits humains les plus fondamentaux, et pour gérer les solutions trans-nationales à des problèmes qui ne peuvent être résolus par les États-nations tels que la détérioration de l'environnement, le réchauffement de la planète, les pandémies, le crime, le terrorisme international, la supervision financière, etc.
La croissance rapide dans le commerce international, la communication et le voyage dans les dernières décennies ont résulté de la croissance correspondante dans l'interdépendance entre les nations. On s'attend à ce que ces tendances à la globalisation se poursuivent et s'accélèrent dans les décennies à venir. La fin du colonialisme puis la fin de la guerre froide, s'inscrivent dans un consensus quasi-universel à l'idée que la démocratie soit la plus souhaitable forme de gouvernement. En particulier lorsque vu dans le contexte de tendances à long terme dans l'évolution sociale, des partisans avancent que le GMF n'est pas seulement souhaitable, mais aussi inévitable. Ils voient dans l'apparition récente et l'accroissement rapide de l'Union européenne une preuve que, si le politique est assez fort, un GMF soit susceptible d'être progressivement instauré dans quelques décennies. On peut en voir une ébauche à travers les réunions intergouvernementales telles que le G20 qui sont mises en place afin de coordonner la partie la plus économiquement significative de la planète.

## Principes du fédéralisme mondial
Le fédéralisme mondial suppose plusieurs échelons se partageant le pouvoir, tant un niveau supranational, qu'aux niveaux étatiques, nationaux, régionaux et locaux. Ces divers groupages seraient définis par les entités concernées elles-mêmes.

## Histoire de l'idée d'un gouvernement mondial
L'idée d'un gouvernement mondial est intimement liée à la vanité de l'homme. Elle est jointe aux conceptions mêmes de famille, de propriété, de conquêtes et de d'importance au sein d'un groupe, mais elle connaît des difficultés sur le long terme.

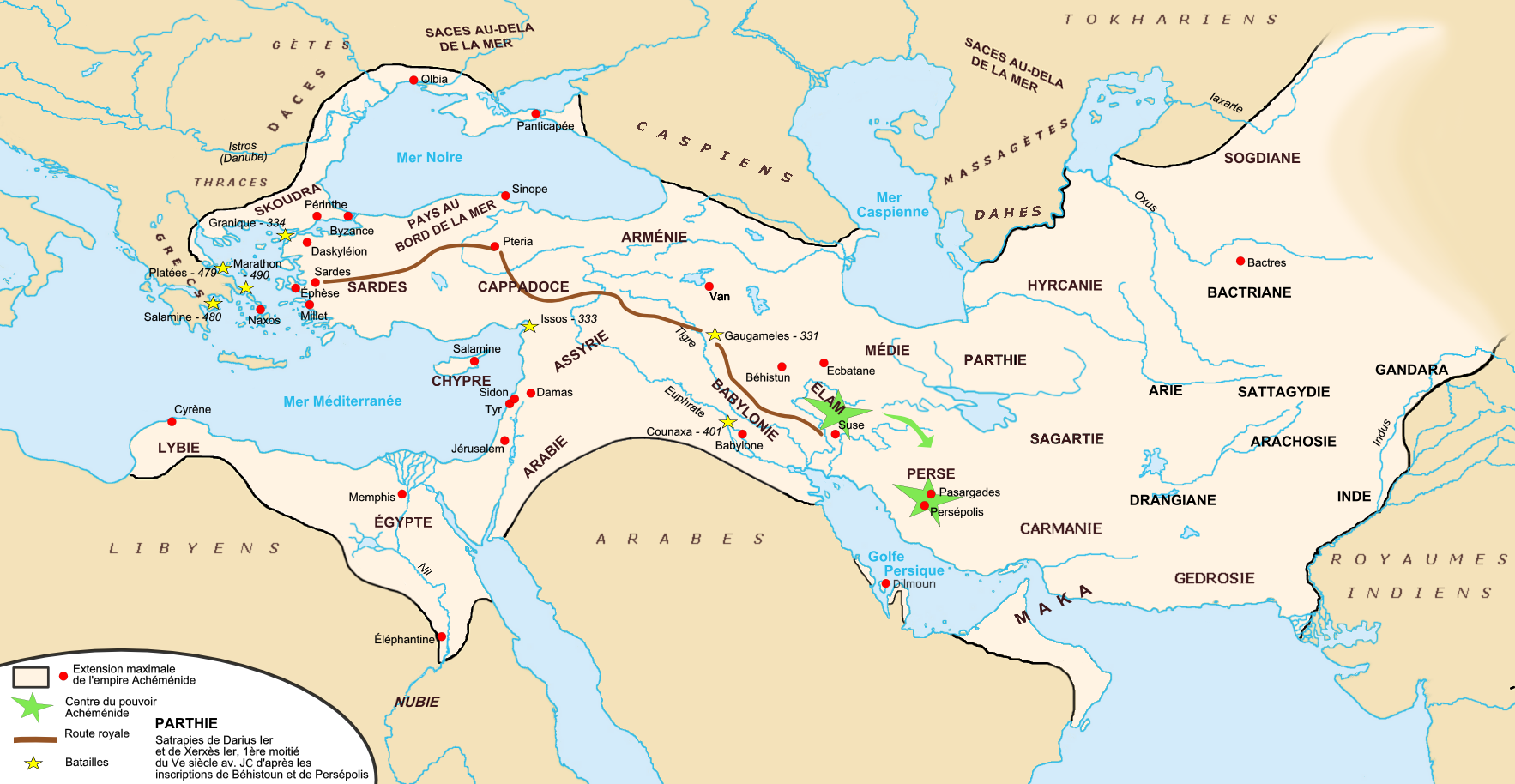
L'empire achéménide en -500

Dès lors que l'homme a développé la notion de communautés, au cours de la Préhistoire, il était alors important d'avoir la plus grande tribu pour survivre et son expansion, au point de devenir dominante, s'avérait être la première naissance d'un groupe d'ordre « mondial », à une époque où l'horizon des connaissances géographiques était très limité.
Néanmoins, si l'on se réfère à l'idée d'un gouvernement au sens propre, c'est-à-dire avec un système juridique, politique et économique, on peut voir naître cette volonté dès l'antiquité avec les Mésopotamiens, qui fonderont les premiers royaumes organisés. L'Empire achéménide reste le seul à avoir régné sur la moitié de la population humaine de l'époque, fraction qui diminuera pour les grands empires ultérieurs.

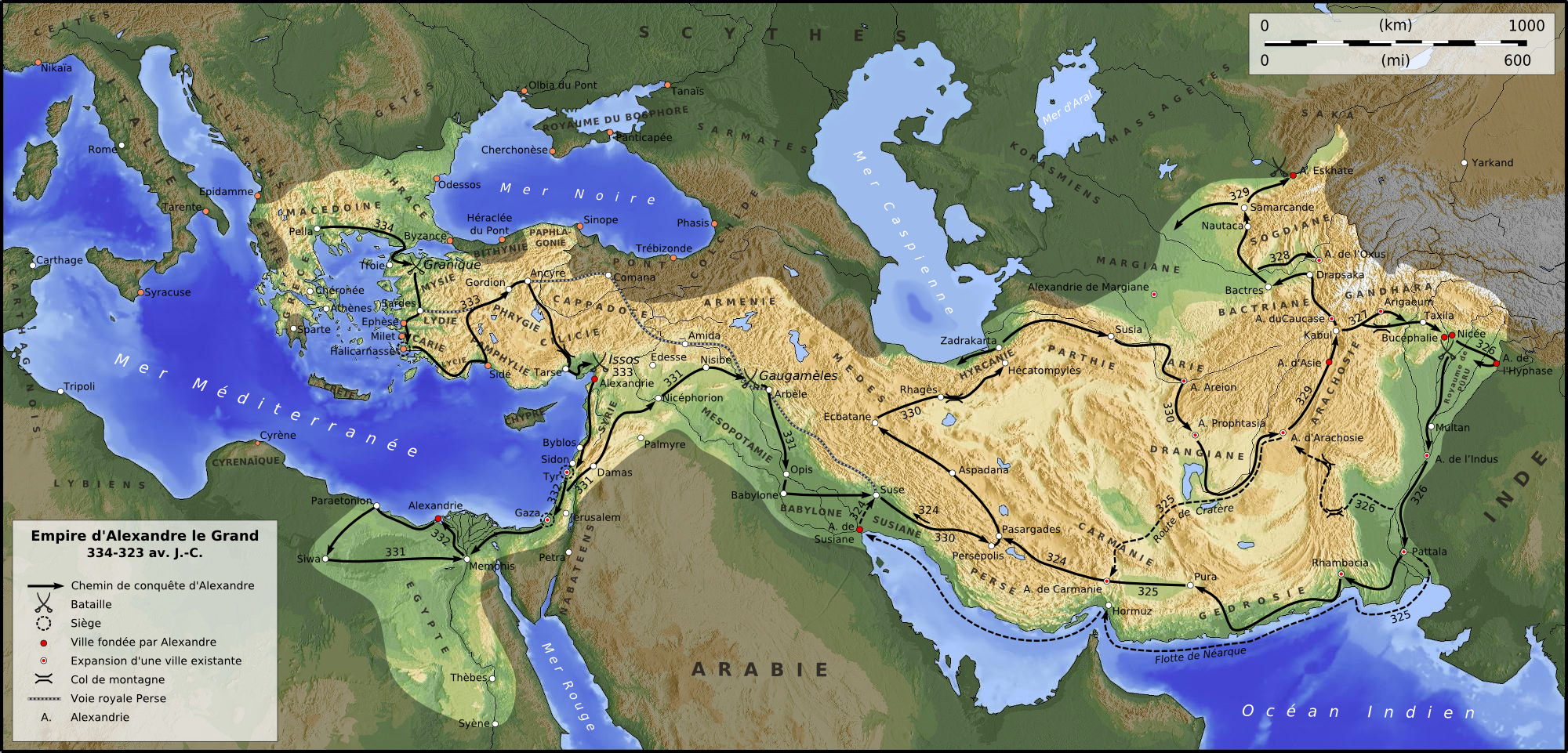
L’empire d’Alexandre à son apogée.

Durant son épopée, Alexandre le Grand ambitionnait réellement d'atteindre la « rive orientale » de l'océan mondial, combattant et annexant tous les petits royaumes centre-asiatiques sur son passage. Il dut finalement renoncer au bord de l'Hyphase, mais s'il en avait eu les moyens techniques et une logistique suffisante, il n'est pas impossible qu'il eût poursuivi son périple à travers la plaine du Gange et l'Indochine jusqu'à la mer de Chine. De même quatre siècles plus tard, l'Empire romain atteignait une expansion du même gigantisme, avec la campagne de Trajan en Mésopotamie, qui aspirait à reconquérir l'Empire d'Alexandre.

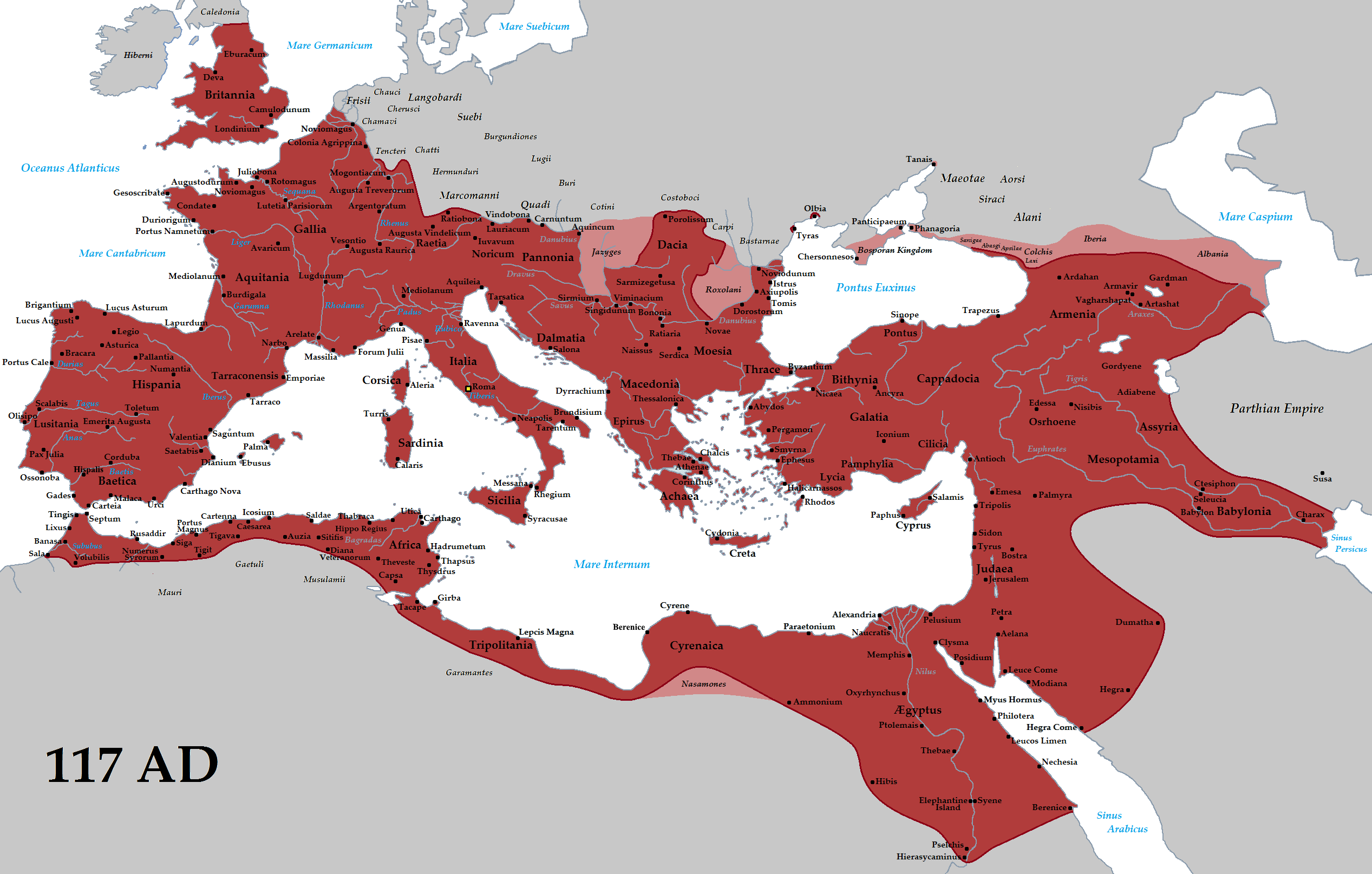
L'Empire romain à son extension maximale vers 117 apr. J.-C.

Au VIe siècle, Justinien Ier, dans sa volonté de réunir les deux empires romains, caressait aussi le rêve d'un empire universel sur l'entièreté du monde connu.
Cela dit, c’est là encore à nuancer, car pour ces peuples, moins qu'un gouvernement englobant tous les peuples, c'est une organisation à vaste échelle qui est mise en avant : pour les Romains, par exemple, la domination du monde se limite en quelque sorte aux alentours du Bassin méditerranéen, et on doute que la conquête de l'Asie de l'Est, même si elle avait été réalisable, eut été faite en raison des divergences des cultures et leur intégration alors irréalisable pour les administrations de l'époque.

Évolution de l'empire mongol
Empire mongol
De 1243 à 1294, l'empire a été scindé en :
Horde d'or
Khanat de Djaghataï
Ilkhanat
Dynastie Yuan

Ainsi, le plus grand Etat à avoir jamais existé, l'Empire mongol, continuait de s'appuyer sur les administrations préexistantes des contrées qu'il annexait au fil de son expansion, de sorte qu'il est difficile de le comparer aux pays modernes centralisés. Pourtant, il n'est pas certain jusqu'à quel point les Mongols auraient poursuivi leur extension sur le continent afro-eurasien, stoppée à partir des premiers échecs tels que l'invasion du Japon à l'Est, du sultanat de Delhi au Sud, et de l'Egypte des Mamelouks au Sud-Ouest. L'Empire finira par se scinder progressivement à la fin du XIIIe siècle.
Au VIIIe siècle, l'Islam commence à s'étendre bien au-delà de la péninsule arabique. Si à l'image du christianisme, son objectif est de convertir les « mécréants » à la vraie religion, il ne connait pas de séparation entre le spirituel et le temporel à proprement parler. Tous les membres de l'Oumma sont ainsi censés obéir à un « commandeur des croyants », qui établit le domaine du « licite » à visée tant religieuse que laïque. Dans un monde intégralement musulman, il en résulterait la création d'un califat mondial chargé d'établir une loi commune à destination de l'ensemble de l'humanité. Ce scénario demeure cependant très hypothétique: même à l'échelle du monde arabo-musulman, l'unité politique n'a pas été durablement établie après le califat omeyyade, du fait de la rivalité entre les divers émirats qui ont suivi. Cette ambition hégémonique de l'Islam politique s'éteindra définitivement avec la chute de l'Empire ottoman, dont l'expansionnisme fut longtemps adossé à la volonté de convertir les pays voisins. A noter toutefois la tentative avortée d'Atatürk de créer une Fédération d'Etats musulmans d'envergure mondiale, en 1919, à travers la société secrète des « al-Muvahhidîn » (les Monothéistes), avant de s'orienter vers une posture plus nationaliste.

Illustration du Traité de Tordesillas. Toutes les terres nouvellement découvertes après 1494 incluses dans la partie en rouge sont dévolues à l'Espagne, celles dans la partie en bleu sont au Portugal. Appliqué au pied de la lettre, ce traité revient à annexer une grande partie de la planète aux royaumes ibériques.

Un nouveau tournant se fait avec l'époque des Grandes découvertes. De par la découverte du Nouveau Monde et la première circumnavigation de Magellan, qui s'ajoutent au voyage de Marco Polo en Extrême-Orient, les Européens se rendent compte de l'immensité de la Terre par rapport à ce qu'ils en connaissaient depuis l'Antiquité. Cela aiguise naturellement les appétits des souverains de l'époque. Les espagnols et les portugais signent ainsi en 1494 le traité de Tordesillas, qui partage entre leurs royaumes respectifs le droit de conquérir toutes les terres à découvrir, n'appartenant pas déjà à des royaumes chrétiens, de part et d'autre d'un méridien situé à 46° 37' ouest. Dans le contexte de l'époque où l'Amérique, l'Afrique subsaharienne, l'Océanie, et une grande partie de l'Extrême-Orient n'étaient pas encore cartographiés, ni a fortiori évangélisés, cela représentait plus des trois-quarts du globe.
Finalement, le traité sera vidé de sa substance sur demande de François Ier, qui obtint auprès du pape sa limitation aux seules terres nouvellement découvertes au moment de la signature. Cela signait cependant le prélude de l'entreprise de colonisation que les Européens allaient mener sur les autres continents ne disposant pas de l'appareil militaire pour leur résister. À défaut de conquêtes sur leur propre continent, le reste de la planète servait ainsi d'exutoire à leurs visées expansionnistes, mêlant impérialisme et évangélisation des peuples nouvellement découverts. Charles Quint voyait ainsi la conquête de l'Amérique autant comme moyen d'étendre l'influence des Habsbourg que comme mission civilisatrice envers les païens du Nouveau monde. Même s'il s'agissait d'un projet de très long terme, chaque pays colonialiste projetait d'utiliser le réservoir de ressources conféré par ces nouveaux territoires comme moyen de prendre l'ascendant sur les autres pays, avec in fine l'aboutissement éventuel à une annexion de tous les continents existants, y compris l'Europe elle-même.

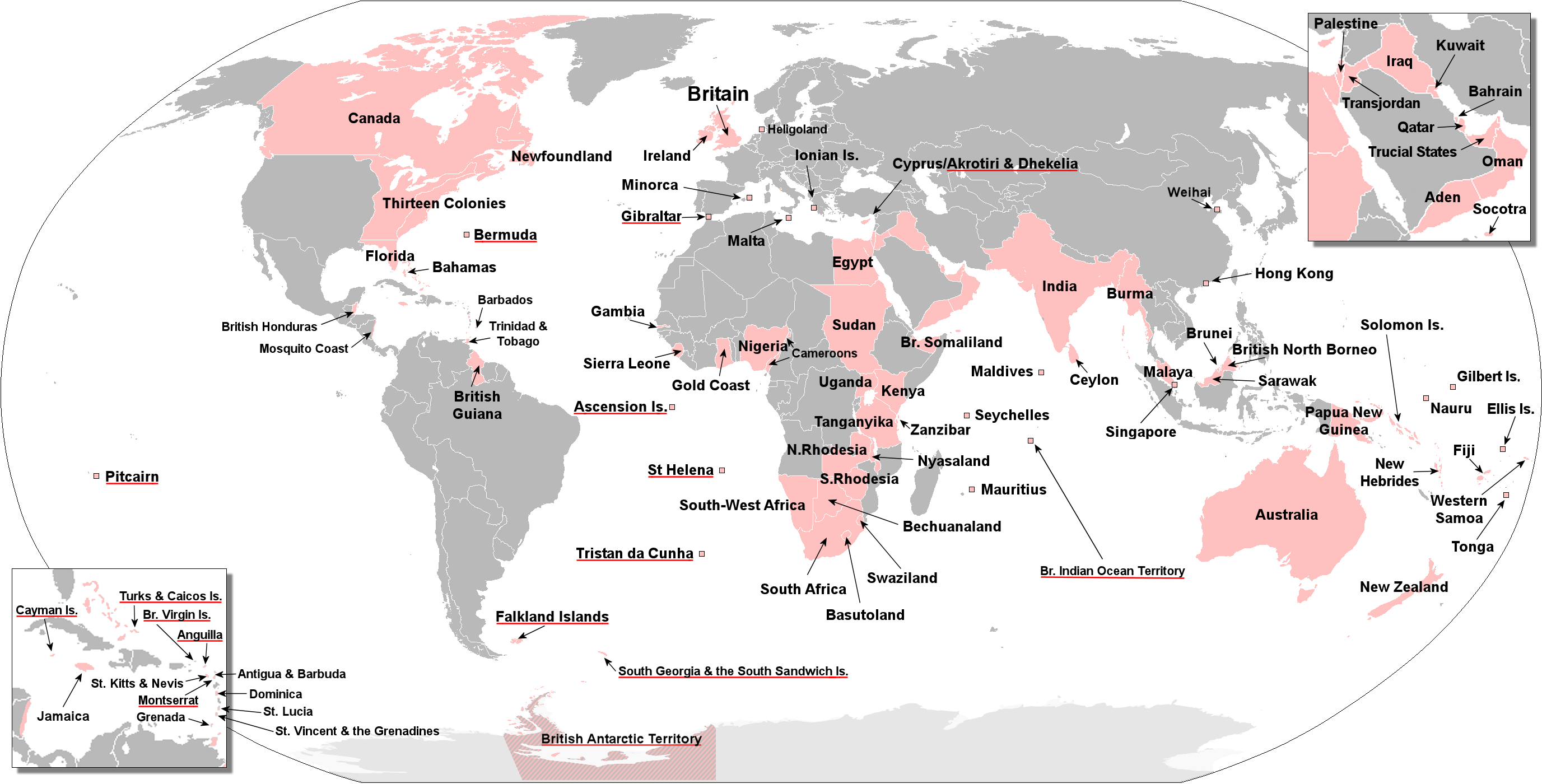
L'Empire britannique

Cependant, quel que fut le degré d'impérialisme de chaque pays et les ambitions personnelles de ses dirigeants, aucun n'exposa ce projet de gouverner la totalité de la planète aussi explicitement. L'extension de l'Empire britannique au XIXe résultait surtout de l'absence de puissance rivale qui lui fasse obstance sur les mers, dans le cadre de sa monopolisation du commerce mondial; mais cela ne changeait pas sa politique de « splendide isolement », par laquelle le Royaume-Uni veillait à maintenir l'équilibre des puissances européennes, en s'abstenant de toute ingérence en temps de paix. On peut toutefois mentionner la doctrine Hakkō ichiu du Japon impérial, que le nationaliste Tanaka Chigaku interprétait comme la volonté de l'Empereur du Japon à unifier la planète entière sous son règne.
La véritable apparition de l'idée d'un gouvernement d'échelle planétaire pourrait avoir eu lieu avec l'idéologie du Communisme à visée internationale, apparue en 1848, et sera notamment formalisé par Léon Trotski qui, le premier, eut l'idée d'une révolution mondiale du prolétariat. Il est admis qu'un projet à très long terme de l'Union soviétique était de propager la révolution dans tous les autres pays capitalistes, afin qu'ils deviennent des républiques socialistes et la rejoignent en tant que membres supplémentaires de l'Union, jusqu'à englober tous les pays de la planète.
En 1903, l’écrivain socialiste H. G. Wells écrit le Nouvel ordre mondial où l'on peut lire : « Notre véritable État (…) doit être dès maintenant l'État fédéral mondial (…) Notre vraie nationalité est le genre humain ». Le même auteur écrit en 1928 The Open Conspiracy (La Conspiration au grand jour) dans lequel il expose les méthodes qu'il préconise, et donne sa réponse à la question : comment faire pour arriver à un gouvernement mondial ? En 1939, parait Union ou chaos, avec pour sous-titre Proposition américaine en vue de réaliser une fédération de grandes démocraties, de Clarence Streit. Très rapidement, ce livre, qui visait à la constitution d’un gouvernement mondial, devint une sorte de bible du mondialisme.
En 1943, Wendell Willkie, publie One World qui fut un livre à succès vendu à des millions d'exemplaires. Willkie y évoque la nécessité d'une sorte de gouvernement mondial.
Au cours de la Seconde Guerre mondiale, le président Franklin Delano Roosevelt propose le concept des quatre gendarmes du monde pour garantir la paix mondiale après le conflit. La Terre serait divisée en quatre grandes sphères d'influence : l'Europe de l'Ouest, l'Afrique, l'Arabie et l'Inde sous l'égide du Royaume-Uni ; l'Europe de l'Est et l'Asie centrale sous celui de l'Union soviétique, l'Extrême-Orient et toute l'Océanie sous celui de la Chine (alors nationaliste) tandis que les États-Unis garderaient la main sur les Amériques. Ces quatre grands pays se réservaient le droit de désarmer un pays tiers de leur zone d'influence si ce dernier devenait hostile. Le projet perdit toute chance d'aboutir avec la désagrégation de l'Empire britannique et la chute des nationalistes chinois face aux communistes, mais le principe fut partiellement repris à travers les membres permanents du Conseil de sécurité des Nations unies.
En 1948, Garry Davis provoque l'intérêt du public en perturbant une réunion des Nations unies pour réclamer un gouvernement mondial.

## Histoire contemporaine
A l'issue de la Seconde Guerre mondiale, le monde se retrouve globalement séparé en deux grands blocs : le bloc capitaliste sous la domination des États-Unis, et le bloc communiste sous la domination de l'URSS. Ces deux grands pays imposent un véritable ordre international sous leur contrôle, comme l'illustre notamment la crise du canal de Suez de 1956. Alors que la France, le Royaume-Uni et Israël étaient vainqueurs militairement sur l’Égypte, ils durent se retirer en échange de concessions économiques symboliques; sous la pression des États-Unis et la menace soviétique, aucun des deux n'appréciant ces initiatives colonialistes d'un autre âge. Ce scénario aurait été difficilement concevable pour les grandes puissances européennes au siècle précédent. Les conflits interétatiques entre tiers de la seconde moitié du XXe siècle sont ainsi largement influencés par la diplomatie des deux superpuissances mondiales, dans le contexte de leur rivalité constante au cours la guerre froide.
Sur le plan économique, les accords de Bretton Woods consacrent le dollar comme monnaie de référence, ce qui revient à donner un énorme ascendant à la banque nationale du pays émetteur et une influence mondiale de sa politique monétaire. La révocation de la convertibilité en or du dollar décidée par Richard Nixon, signant ainsi la fin des accords, participera grandement, entre autres facteurs, à la crise économique des années 1970. Malgré l'instauration du flottement généralisé des monnaies depuis, le dollar conserve encore à ce jour une grande prééminence comme valeur de référence pour les transactions internationales, ce qui constitue un atout précieux pour la diplomatie américaine.
À la suite de l'effondrement de l'URSS, les États-Unis d'Amérique demeurent la seule puissance dominante, donnant lieu à l'illusion durable d'une paix éternelle entre les peuples à la suite des triomphes des démocraties libérales cités notamment dans La Fin de l'histoire et le Dernier Homme de Francis Fukuyama et la liberté de circulation théorisée par Alain Minc, symbole d'une gouvernance mondiale sous l'égide des États-Unis, pour le bien de tous. Cependant la Crise financière mondiale de 2007-2008, issue à l'origine de la crise proprement américaine des subprimes ajoutée aux attentats du 11 septembre 2001, provoquant une chute durable l'économie, en addition avec une guerre contre le terrorisme qui s'éternise. L'Impérialisme américain déjà critiqué lors de l'intervention du Kosovo en 1999 sera fortement remise en cause également après la guerre d'Irak puis celles de Libye et Syrie en 2011 et 2012. La Russie participe activement à ces conflits, souvent dans le camp opposé à celui des Occidentaux, et envahit de son côté l'Ukraine, en ingérence dans la guerre du Donbass, dont le gouvernement est lui-même soutenu par l'Occident. Tous ces conflits mettent fin aux illusions d'une gouvernance pacifique entre les peuples. Les dégâts du terrorisme et de guerres de basse intensité interminables provoquent une méfiance accrue entre les citoyens du monde et envers leurs gouvernements, se greffant aux contestations provoqué par les mesures sanitaires après l'arrivée du Covid en 2019,,.
Un gouvernement mondial est vue de nos jours d'un mauvais œil par beaucoup. La culture et l'imagerie populaire lui associe généralement un supposé Nouvel ordre mondial, voulu par des sociétés secrètes qui chercheraient à nuire aux peuples de la planète.

## Les arguments pour un GMF

### Instauration d'une citoyenneté mondiale
L'ensemble de la population humaine serait traité sur un plan d'égalité en matière de droits et d'égalité des chances. Il n'y aurait plus de discrimination fondée sur la nationalité, ou de recherche de satisfaction des intérêts pour certaines nations au détriment des autres.

### Fin des guerres
L'unification politique du monde impliquerait le démantèlement de toutes les armées nationales au profit d'une force policière mondiale, chargée de faire respecter l'autorité du GMF sur l'ensemble de la Terre et de mater les éventuels conflits localisés. La guerre ne pourrait donc plus exister au sens strict du terme (affrontement entre plusieurs pays), sauf hypothèse d'un contact avec une race extraterrestre hostile ou d'une insurrection d'une des provinces du monde.

### Un système juridique universel
Le GMF impliquerait aussi l'instauration d'un corpus juridique commun pour toute la planète. Toutes les personnes physiques ou morales de la planète seraient soumises aux mêmes règles de Droit, ce qui permettrait une poursuite plus cohérente du processus de mondialisation. Les paradis fiscaux et les États voyous ne pourraient plus exister, de même que les phénomènes de dumping, de pavillon de complaisance, de société écran et de « law shopping » pratiqués par les États et les firmes multinationales. Il n'y aurait plus l'ambiguïté sur le droit applicable dans les eaux internationales ou l'espace aérien suivant l'altitude. Il va sans dire que les problèmes d'extraditions ne seraient plus d'actualité. Mais surtout, dans l'hypothèse d'un GMF démocratique, ce serait l'application des droits fondamentaux à l'ensemble de toute l'humanité.

### Davantage de gestion effective pour les solutions globales
Selon Jacques Attali, la démocratie ne peut être efficace qu'à l'échelle planétaire et que, tant qu'il n'y a pas aujourd'hui de gouvernement mondial, on ne peut pas parler sérieusement de politique. La démocratie trouve son accomplissement dans la mise en place d'un gouvernement mondial, puis de gouvernements régionaux et locaux. La gestion cohérente des biens publics mondiaux est un argument récurrent en faveur d'une intégration politique mondiale. Les partisans de la colonisation spatiale la considèrent d'ailleurs comme un préalable au commencement d'un programme spatial sérieux.

## Arguments contre un GMF
Les détracteurs du GMF mentionnent les graves nuisances que porteraient selon eux un GMF : complexité (et opacité) technocratique, absence de choix, risques de dérives tyranniques, ou bien les vices du processus d'élaboration d'un GMF : idée utopique et irréaliste ne tenant pas compte des aspirations ou forces politiques en présence, voire nécessité de l'instauration d'un régime totalitaire pour arriver à ses fins, ou encore qu'un état totalitaire soit effectivement sa finalité.
D'une façon plus générale la taille des pays fait l'objet d'études observant les caractéristiques culturelles, politiques ou économiques qui semblent y prévaloir. Un gouvernement mondial serait un cas extrême, celui de la plus grande taille, qui n'est pas associée à la plus grande efficacité économique ou à la plus grande qualité démocratique.

Ainsi, selon Freedom House et the Economist Group, sur les quinze pays peuplés de plus de 100 millions d'habitants (où habitent 80% de la population mondiale) :
- Trois sont libres (États-Unis, Brésil, Japon); mais seul le Japon est une démocratie pleine et entière, les États-Unis et le Brésil étant défaillants.
- Cinq ne sont pas libres (Chine, Russie, Éthiopie, Égypte, RD Congo) et classés comme régime autoritaires.
- Les sept autres sont dans une situation intermédiaire. Parmi ces derniers, l'Inde, l'Indonésie et les Philippines sont des démocraties défaillantes; le Bangladesh, le Nigeria et le Mexique sont des régimes hybrides; tandis que le Pakistan est sous un régime autoritaire.

Selon leur notation agrégée, le score mondial actuel de liberté ne se monte qu'à 54 sur 100; et celui de démocratie à 5,2 sur 10.

### Complexité
Un gouvernement mondial augmenterait probablement d'un ou deux échelons la hiérarchie administrative découlant des gouvernements nationaux actuels (administrations continentales, puis administration planétaire unique), sauf à remanier complètement la répartition des échelons infra-nationaux. La question de la localisation de la caput mundi, abritant les institutions planétaires et ainsi appelée à devenir le centre politique et économique du monde, risque aussi de faire l'objet d'âpres délibérations[non neutre]. En outre les règles de coordinations seraient plus complexes encore, par exemple pour assurer la cohérence budgétaire au sein d'espaces humains plus vastes, ou celles destinées à établir une relative neutralité de la puissance publique. L'excessive complexité d'un tel gouvernement nécessiterait des règles de fonctionnement draconiennes, et pourrait mener à la confusion, au gaspillage, à la corruption.

### Absence de choix
L'uniformisation des lois et des administrations apporterait la facilité d'agir partout sur la planète mais en contrepartie empêcherait leur variété qui répond mieux aux attentes légitimes de certaines cultures ou certaines personnes. Certains auteurs attribuent un rôle majeur au morcellement politique européen, venant lui-même d'un morcellement géographique, dans l'extraordinaire développement économique et technologique qui est apparu en Europe au cours du second millénaire. Le morcellement politique permet aux personnes et aux capitaux de migrer en cas d'injustice portant atteinte à l'intégrité des biens ou à la liberté d'expression, ou tout simplement en cas de lois ou de règles administratives convenant mieux à certaines cultures qu'à d'autres. Plus ce morcellement est important, plus il est facile de migrer en préservant les relations affectives, intellectuelles ou économiques nouées dans le lieu précédent. Plus le morcellement est réduit, plus la migration devient difficile et perturbante. Dans le cas d'un GMF, elle est même rendue impossible puisqu'il n'existerait nul « ailleurs » où lui échapper. En outre, au-delà de l'apport des migrations pour les migrants ou éventuellement pour les autochtones, les phénomènes migratoires sont un indicateur des zones attractives ou des zones répulsives et incitent les gouvernements à cultiver l'attractivité de leur territoire. Un gouvernement mondial amoindrirait, voire supprimerait, ce cercle vertueux car l'uniformisation de lois ou d'administrations supprimerait non seulement la liberté de migrer hors de leur juridiction, mais aussi l'information portée par les choix migratoires des personnes ou des capitaux.

### Risque de dérive tyrannique
L'inquiétude quant à une potentielle tyrannie globale n'est pas à écarter. Pour certains avis, la gouvernance mondiale ne peut se faire qu'au prix d'une perte de toute forme démocratique. À l'échelle d'un petit groupe d'hommes, celle-ci est déjà difficilement réalisée. L'ivresse du pouvoir d'un groupe unique dirigeant le reste de l'humanité serait effrayante par rapport aux conséquences de chaque décision sur le quotidien de milliards d'individus et du devenir de l'Homme. L'ivresse du pouvoir de tels dirigeants en feraient des dangereux dieux de l'Olympe trop humains pour être justes et trop puissants pour être punis.
 Certains prétendent que seule une dictature pourrait imposer un ordre durable; dictature que les nouvelles technologies d'identification automatique, le fichage et le contrôle rendent pratiquement possible. Certains défenseurs du GMF le disent capable de réduire à la pauvreté et à la déchéance, en quelques instants, tout individu par la généralisation de la monnaie électronique, celle des comptes en banque des citoyens. L'avènement d'un gouvernement unique, dans un état unique, avec un système économique unique, voire une langue, une religion, une culture uniques, serait une négation de l'immense richesse de la culture humaine à travers les âges et les espaces.

### Doutes sur la faisabilité
Les sceptiques pensent que l'hétérogénéité de certaines valeurs culturelles, ainsi qu'un sens profond de l'identité nationale ou encore l'intérêt des gouvernements nationaux voueraient toutes les tentatives d'établir un gouvernement global partagé à l'échec dans un avenir prévisible.

### Le gouvernement mondial selon les théories du complot: un projet totalitaire?

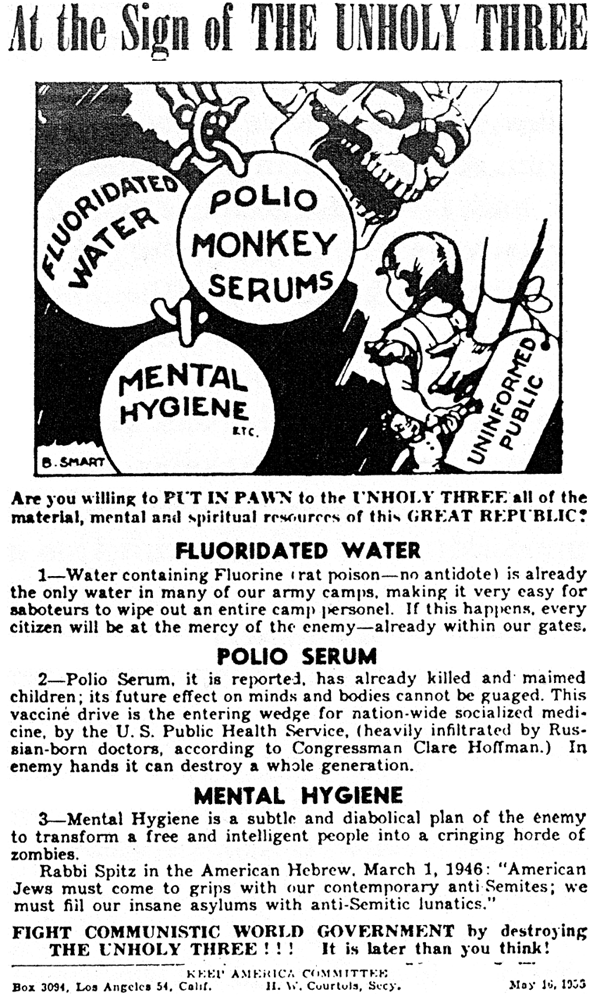
Affiche américaine des années 1950 contre la fluoration de l'eau et la santé publique imposée, y distinguant les prémices d'un gouvernement mondial totalitaire de type communiste.

Selon Larry McDonald, député à la Chambre des représentants des États-Unis et président de la John Birch Society, la famille Rockefeller et leurs alliés veulent créer le gouvernement d'un monde combinant le super-capitalisme et le communisme sous le même toit, tous sous leur contrôle.
Le ministre français Émile Flourens signala dès 1912 les influences maçonniques pour créer un gouvernement mondial, une justice mondiale et une religion globale, en fait un Nouvel ordre mondial.
Dans son livre La face cachée de l'O.N.U. Michel Schooyans y décrit l'ONU comme professant une réinterprétation qu'il considère perverse de la Déclaration universelle des droits de l'homme de 1948, aboutissant à contester la souveraineté des États et visant à instaurer un état mondial appuyé par un ordre juridique approprié.
Voir aussi : Nouvel ordre mondial (théorie du complot)

## Moyens pour instaurer un GMF
Selon Jacques Attali, les assurances seront un substitut au gouvernement mondial en attendant qu'il se mette en place, tout comme elles sont déjà un substitut aux États sur le plan de la protection, en parallèle avec ce qu'il appelle les « organisations de distraction » : l'un pour surveiller ceux qui veulent voir, l'autre pour « permettre de ne pas voir ». Étant donné qu'il n'y a pas de société sans règle de droit où sans système qui maîtrise les pulsions, pour que les sociétés y parviennent dans l'illusion de la liberté individuelle, il faut créer les conditions d'avoir si peur de ne pas être conforme à la norme afin de surveiller soi-même son propre écart à la norme. En ce sens les compagnies d'assurances joueront un rôle déterminant, qu'elles soient privées ou publiques et les technologies seront là pour le permettre, dans une sorte de liberté de créer sa propre servitude. Et ce concept ne date pas d'hier, déjà Thomas Paine (1737-1809) en était précurseur de son vivant : « Nul n'est plus désespérément esclave que ceux faussement convaincus d'être libres ». Selon Jean Daniel Bensaïd, les droits de l'homme contiennent en germe le gouvernement mondial. L'historien Carroll Quigley explique dans un de ses ouvrages que l'action d'une certaine partie de l'établissement économique mondial tend à créer un système de contrôle mondial, centralisé entre les mains de personnalités qui soient capable de dominer les systèmes politiques de chaque pays, puis de constituer une sorte de grand ensemble économique planétaire. Différentes organisations internationales comme l'UNESCO ont été désignées comme militant pour la création d'un gouvernement mondial et d'un système collectiviste suivant les idées de La République de Platon.

### Intégration régionale
Les zones économiques ou de coopération politique telles que l'Union européenne, l'Union africaine, l'ALENA, l'UNASUR, la ligue arabe et l'ASEAN constituent déjà des exemples d'intégrations plus ou moins ébauchées au niveau continental. À terme, leur approfondissement et leur fusion pourrait potentiellement aboutir à une union mondiale.

#### Transformation de l'Union européenne
L'idée qu'une Union mondiale pourrait être établie à la suite des élargissements successifs de l'Union européenne a été lancée par John McClintock dans son ouvrage The Uniting of Nations: An Essay on Global Governance. Selon Bart Gissac, le Parlement européen est le mieux placé pour prendre l'initiative de transformer le système actuel vers une Union fédérale, démocratique et à vocation mondiale. Dans un scénario optimiste, ce processus pourrait commencer à la suite des élections européennes de 2029. La Constitution de l'Union établirait le Gouvernement fédéral, dirigé par le Premier ministre, qui serait élu et pourrait être démis de ses fonctions par la Chambre des représentants de l'Union. Le premier pays non européen adhérerait à l'Union aux alentours de 2040, par exemple un ou plusieurs des pays ACP ou du SICA. Au fil des adhésions intercontinentales, l'Union deviendrait véritablement mondiale dans la deuxième partie du XXIe siècle.

#### Extension d'un État fédéral
Les États fédérés sont des entités juridiques autonomes, qui restent dotés de leur propre souveraineté. Bien que ce soit improbable pour des raisons d'identité nationale, rien ne les empêche de changer leur allégeance au profit d'un autre gouvernement fédéral. Un exemple classique est celui des trois pays d'Amérique du Nord, tous trois des États fédéraux: il serait tout à fait envisageable que des États du Mexique ou des Provinces du Canada demandent à rejoindre la fédération des États-Unis d'Amérique, et inversement de la part des États de l'Union envers le Canada ou le Mexique. Enfin, il serait aussi possible pour les gouvernements fédéraux concernés de décider de se fondre directement en un seul, afin de créer un nouveau pays tiers, moins clivant pour les sentiments nationaux, composé de tous leurs États membres respectifs. Au début de son second mandat, le président Trump a plusieurs fois évoqué l'annexion de la fédération canadienne d'un seul bloc en tant que 51e État américain.
Ce raisonnement est extensible aux États du Brésil par rapport à leurs voisins vénézuéliens et argentins ; aux Länder allemands et autrichiens, aux régions belges et aux cantons suisses ; ou encore aux États éthiopiens, somaliens et soudanais, ou très hypothétiquement aux États indiens et provinces pakistanaises sur leurs continents respectifs. Au fur et à mesure que ces fédérations grandiraient, les autres États unitaires indépendants voisins seraient encouragés à les rejoindre pour participer à leurs décisions politiques et intégrer leurs marchés intérieurs. Au bout d'un certain temps, tous ces gouvernements fédéraux seraient amenés à fusionner, bien que le caractère pacifique ou violent de ce processus reste en question.

### Réforme progressive
Certains[Qui ?] considèrent que la création concrète d'un État mondial ne saurait être faite sans l'accord du peuple, il faudrait dès lors que ledit peuple, qui était divisé auparavant, se rende compte que ladite division ne sert concrètement à rien et remette en cause le principe même des frontières. Mais en même temps, les plus fervents partisans de ce nouvel ordre mondial expliquent qu'une grande crise est nécessaire pour placer les hommes dans une situation capable de leur faire désirer un autre degré d'organisation. David Rockefeller expose sans ambigüité « qu'il est facile pour un grand financier de générer une crise majeure de manière à accélérer certains processus ». La crise des subprimes, pourrait avoir été ainsi délibérément organisée, pour montrer « qui est le maître » en ce monde.[réf. nécessaire]
1. l'évolution des peuples et de leur culture. Ils constateront par eux-mêmes l'absurdité de la division actuelle. C'est une idée que l'on retrouve chez les citoyens du Monde ou le World Federalist Movement, bien que cela reste largement à l'état de projet lointain.
2. la volonté des États eux-mêmes de s'unir. Cela passerait essentiellement par une réforme profonde de l'ONU, qui verrait l'élargissement de ses pouvoirs juridiques et serait dotée d'une autorité supranationale, assurée par une armée de casques bleus à la puissance de feu inégalable par les rares États voyous restants. Un autre exemple est la fameuses constitution de groupes de principales puissances comme le G8 ou le G20, capables de prendre des décisions communes qui engagent la majeure partie du globe.

### Intégration démocratique ou domination impérialiste
La décision de certains des États de s'unir viendra certainement des plus démocratiques. Ils enverront comme représentants aux Nations unies non pas des personnes désignées par leurs gouvernements, mais élues par le vote direct de leurs peuples. Cet exemple serait probablement imité par un nombre croissant d'autres États au fur et à mesure que ce groupement atteindrait une masse critique qui le rende économiquement et politiquement incontournable. Il en résulterait la création d'une vraie assemblée parlementaire élue, qui viendrait en complément (bicamérisme) ou en remplacement (monocamérisme) de l'assemblée générale de l'ONU dans le cadre d'une réforme profonde de l'institution. Ainsi, par ailleurs, le Conseil de sécurité superviserait les opérations de police qui préservent la paix et l'ordre dans le monde, le Conseil économique et social veillerait à la préservation et l'allocation équitable des biens publics mondiaux, la Cour internationale de justice jouerait le rôle de Cour suprême, ultime échelon planétaire des contentieux; le tout étant chapeauté par le Secrétariat qui aurait le même pouvoir qu'un cabinet gouvernemental, veillant au bon fonctionnement de l'organisation et à l'application des principes juridiques fondamentaux votés par le Parlement.
Mais l'intégration des États et nations pourra aussi être subie, sans même prendre la forme d'un État officiel. Au XIXe siècle, le Royaume-Uni était ce qui se rapprochait le plus d'un État mondial avec ses immenses colonies en Amérique, Afrique, Inde et Océanie, mais il était ethnocentré sur l'Angleterre, et prospérait au détriment des indigènes. De nos jours, le combat se joue d'abord sur le terrain diplomatique à travers la pression sur les intérêts économiques, et le recours au soft power. Ce sont essentiellement les États-Unis et la Chine qui sont en première ligne pour l'instant, et à un niveau plus régional, la Russie, l'Union européenne, l'Inde et le Brésil; mais quel que soit le vainqueur de l'époque, jamais définitif, cela signifie que l'intégration mondiale ne se fait pas d'une façon équilibrée entre les nations suivant leur proportion, mais au service des intérêts d'un peuple en particulier, pour lequel le reste de la planète ne constitue qu'un réservoir de ressources, de main d'œuvre ou de marchés de distribution pour son économie. L'anglicisation du monde est à ce titre souvent dénoncée par les altermondialistes qui jugent qu'elle sert prioritairement les intérêts américains et occidentaux avant de permettre la communication entre tous les terriens.

### Création directe d'un GMF par le peuple
À l'origine, cette idée était principalement portée par les mouvements marxistes, communistes ou trotskistes, qui avaient une vision internationaliste de la révolution du prolétariat. Encore aujourd'hui, une explication récurrente de l'échec du communisme est la concurrence déloyale des régimes capitalistes, qui l'aurait maintenu dans un état de communisme de guerre malsain. Toutefois, de nos jours, la Mondialisation passe en premier lieu par la voie de l'économie de marché et du capitalisme mondial. La circulation des capitaux reste infiniment plus rapide et facile que celle des personnes qui demeurent freinées par la barrière de la langue et la culture ; et ce qu'on peut appeler « communauté mondiale » est d'abord constitué d'une élite de dirigeants anglophones. La solution la plus probante reste aujourd'hui l'évolution de l'homme par la culture anglo-saxonne et les nouvelles technologies qui rapprochent de plus en plus les humains les uns des autres, mais aussi, rend leurs relations de plus en superficielles et contrôlables. Avec la technologie des réseaux sociaux, certains pronostiquent une forme de coopération directe au niveau individuel et une sorte de démocratie numérique qui pourrait amener à un nouveau système d'organisation globale comme on le constate à petite échelle avec les flash mob ou le potentiel explosif des house party quand elles sont publiées en ligne. De leur transparence et de la vigilance des internautes dépendra leur caractère démocratique ou non.[réf. nécessaire]

## Alternative
Une alternative à un gouvernement mondial pourrait être une confédération mondiale des états-nations. La différence est significative car un gouvernement mondial se situerait hiérarchiquement au-dessus des états-nations voire s'y substituerait, tandis qu'une confédération se situerait hiérarchiquement au même niveau voire en dessous des États-nations.

## Dans la culture populaire
- Dans One Piece (le manga d'Eiichirō Oda), le Gouvernement Mondial & ses organisations sont les antagonistes principaux de l'œuvre. Pourtant, bien qu'arborant l'appellation « mondial », il ne contrôle pas vraiment toute la planète, d'autant que les quatre océans et son unique continent, Grand Line, n'ont pas encore été entièrement explorés. Concrètement, l'autorité du gouvernement est principalement incarnée par la Marine qui patrouille les mers, et ne peut exercer sa souveraineté que dans l'espace où elle est présente. En ce qui concerne les myriades d'archipel de la planète, la plupart des sociétés se regroupent dans des communautés autonomes insulaires, plus ou moins inféodées au gouvernement, pour celles qui ont déjà été visitées. Certaines nations s'isolent de sa politique tels que l'île des Hommes Poissons ou le Pays des Ninjas et des samouraïs; alors que d'autres pays sont la propriété personnelle de personnes très influentes tels que les Empereurs, qui y dictent leur loi à leur gré.
- Dans l'uchronie très enthousiaste Napoléon et la Conquête du monde de Louis Geoffroy, Napoléon sort victorieux de la campagne de Russie, à l'issue de laquelle il intègre la Russie et la Suède dans la sphère d'influence française. Il fait alors converger toutes les forces maritimes des États européens inféodés pour envahir l'Angleterre via un débarquement inattendu sur la côte du Norfolk en 1814. Il annexe les comtés anglais en tant que nouveaux départements de l'Empire, réduisant ainsi le Royaume-Uni à l'Écosse et l'Irlande; tandis que l'Empire colonial britannique est fondu dans celui de la France. En 1817, l'Empire ottoman, la Prusse, la Russie et la Suède se réunissent dans une ultime coalition pour vaincre Napoléon mais sont rapidement battus, et l'entièreté du continent vassalisée définitivement. L'année suivante, en représailles contre la piraterie barbaresque, toute l'Afrique du Nord est conquise et colonisée. En 1821, une nouvelle expédition est lancée contre les Ottomans repliés en Asie, et malgré une première défaite devant Acre (à nouveau), revigoré ensuite par un pèlerinage à Jérusalem, Napoléon y écrase définitivement Mahmoud II et toute son armée. Il confie au roi Eugène le soin de pacifier l'Arabie, ce qui provoquera la destruction de La Mecque et Médine au passage. Pendant les quatre années suivantes, l'Empire français se lance ensuite à la conquête de la Perse Kadjar, suivie de toute la Tartarie, l'Empire Durrani, l'Inde Marathe, le Siam accompagné de toute l'Indochine; et enfin l'Empire Qing, la Corée Joseon et le Japon Tokugawa. Poursuivant son périple à travers l'Insulinde, Napoléon débarque en Nouvelle-Hollande pour en explorer la partie encore vierge jusqu'à la récente Sydney, puis rentre en Europe en laissant le soin à ses généraux d'explorer et conquérir toute l'Océanie. En 1825, une grande mission d'exploration est lancée vers l'intérieur de l'Afrique via cinq colonnes d'armées parti de rives opposées, se concluant par une conquête complète sans résistance de la part des indigènes, subjugués par l'Empereur. De même, face à son prestige mondial, les révolutionnaires hispano-américains et brésiliens, vite rejoint par les jeunes États-Unis déjà au bord de la guerre civile, viennent lui prêter allégeance. Le 04 juillet 1827, l'Empereur Napoléon proclame la Monarchie universelle.
- Dans Total Recall : Mémoires programmées, l'Union Fédérale Britannique ne contrôle pas la planète, mais gouverne le seul territoire ayant réchappé à la dévastation causée par la dernière guerre mondiale, tandis que l'Australie, seul autre épargné, est redevenue sa colonie. Le reste du monde est inhabitable.
- Dans Elysium, les élites terriennes se sont regroupées dans une station spatiale, qui constitue le seul territoire réellement gouverné au monde dans la mesure où la surface terrestre est livrée à une anarchie généralisée.
- Dans le monde d'Harry Potter, bien qu'ils ne contrôlent pas directement la planète, les sorciers du monde entier forment une société parallèle organisée sous l'égide d'une entité politique mondiale, la Confédération magique internationale. Chaque sorcier possède ainsi une double identité : la citoyenneté nationale de son pays de résidence, qui correspond à sa « couverture moldue », et la citoyenneté mondiale telle qu'enregistrée par son ministère de la Magie national de rattachement.
- Dans 2084 : la fin du monde de Boualem Sansal, le héros de l'histoire Ati vit dans un grand empire, l'Abistan, qui prétend recouvrir la Terre entière, donnée de toute façon invérifiable pour une population qui n'a jamais eu connaissance d'autre régime ailleurs sur la planète. De même, sur le plan temporel, le calendrier a été réinitialisé sur l'an 2084 de notre ère, qui devient donc l'an zéro de ce pays, pour lequel l'histoire antérieure de l'humanité est de toute façon vouée à l'oubli.
- Dans la plupart des romans de science-fiction, le contrôle des territoires se fait à l'échelle des planètes. Toutefois, le monde dans ce contexte désigne plutôt le système stellaire entier, voire la galaxie pour les plus futuristes. Il y a toutefois quelque cas d'hégémonies temporaires. Ainsi, dans Star Wars, l'Ancienne République devient le seul grand régime de la Galaxie après sa victoire supposément définitive sur les Sith en 1000 av. BY, jusqu'à la sécession de la Confédération des Systèmes Indépendants en l'an -22. Parfois, le caractère mondial relève plutôt de la propagande : dans Warhammer 40,000, l'Impérium se garde bien d'évoquer les régimes Xenos auprès des habitants de ses millions de planètes, qui n'ont de toute façon pas d'autres horizons politiques à l'échelle de leur vie.

## Sources

### Ouvrages publiés
- Mon utopie : la Fédération terrienne  (ISBN 978-2952221504)
- Mondialisme, fédéralisme européen et démocratie internationale : le mondialisme et l'intégration européenne (1945-1995), par Jean-Francis Billion. Éd. Fédérop, collection textes fédéralistes. 1997.